# Mosia nigrescens
Mosia nigrescens је сисар из реда слепих мишева и фамилије Emballonuridae. 

## Угроженост
Ова врста није угрожена, и наведена је као последња брига јер има широко распрострањење.

## Распрострањење
Врста је присутна у Индонезији, Папуи Новој Гвинеји и Соломоновим острвима.

## Популациони тренд
Популација ове врсте је стабилна, судећи по доступним подацима.

## Станиште
Врста Mosia nigrescens има станиште на копну.